# Lesotho na Mistrzostwach Świata w Lekkoatletyce 2013
Lesotho na Mistrzostwach Świata w Lekkoatletyce 2013 – reprezentacja Lesotho podczas czempionatu w Moskwie liczyła 3 zawodników.

## Występy reprezentantów Lesotho
| Konkurencja            | Zawodnik       | Runda 1  | Runda 1 | Półfinał | Półfinał | Finał    | Finał   |
| Konkurencja            | Zawodnik       | Rezultat | Pozycja | Rezultat | Pozycja  | Rezultat | Pozycja |
| ---------------------- | -------------- | -------- | ------- | -------- | -------- | -------- | ------- |
| Bieg na 200 m mężczyzn | Mosito Lehata  | 20,46    | 8. Q    | 20,68    | 23.      | NQ       | NQ      |
| Maraton mężczyzn       | Jobo Khatoane  | —        | —       | —        | —        | DNF      | DNF     |
| Maraton mężczyzn       | Tsepo Ramonene | —        | —       | —        | —        | DNF      | DNF     |